# Conde de Penela
Conde de Penela com Honras de Parente é um título nobiliárquico português criado pelo Rei D. Afonso V por Decreto de 10 de Outubro de 1471 em favor do seu 4.º primo D. Afonso de Vasconcelos e Meneses.
O 1.º Conde era um parente da Família Real, uma vez que o seu bisavô era o Infante D. João, Duque de Valencia de Campos, filho do Rei D. Pedro I e de D. Inês de Castro.
O título de Conde de Penela extinguiu-se em 1543 com a morte do 2.º Conde, D. João de Vasconcelos e Meneses. O título veio a ser reabilitado pelo Rei D. Carlos I por Decreto de 5 de Dezembro de 1907 em favor de D. José Maria de Portugal de Vasconcelos da Costa Mexia de Matos, descendente de D. Joana da Silva, filha do 1.º Conde.

## Condes de Penela (1471)
Título criado com Honras de Parente pelo Rei D. Afonso V por Decreto de 10 de Outubro de 1471 em favor de D. Afonso de Vasconcelos e Meneses. Extinguiu-se em 1543.
Título reabilitado pelo Rei D. Carlos I por Decreto de 5 de Dezembro de 1907 em favor de D. José Maria de Portugal de Vasconcelos da Costa Mexia de Matos.

### Titulares
- D. Afonso de Vasconcelos e Meneses (1441—1480), 1.º Conde de Penela[2])
- D. João de Vasconcelos e Meneses (1470–1543), 2.º Conde de Penela [3]
- D. José Maria de Portugal de Vasconcelos da Costa Mexia de Matos (1868–?), 3.º Conde de Penela

### Armas
Escudo esquartelado: I e IV - do Reino, de prata, com cinco escudetes de azul postos em cruz e carregados com cinco besantes de prata postos em sautor; bordadura de vermelho com sete castelos de ouro; e por diferença um filete de negro em contrabanda; II - Vasconcelos: de negro, com três faixas veiradas de prata e vermelho; III - Meneses (dos Condes de Valença) - partido de dois traços e cortado de um: 1, 3 e 5 - Vilalobos: de ouro, com dois lobos de púrpura passantes, um sobre o outro; 2, 4 e 6 - Lima: de ouro, com quatro palas de vermelho; sobre-o-todo, em abismo, escudete de Meneses, de ouro pleno.

## Genealogia
```
                              
Pedro I

                            (1320-1367)
                          Rei de Portugal
                                 |
       __________________________|.............................
       |                         |                            :
       |                         |                            :
   
Fernando I
             
Infante D. João
                   
João I

  (1345-1383)               (1349-1397)                  (1357-1433)
Rei de Portugal      Duque de Valencia de Campos       Rei de Portugal
       |                  (título espanhol)                   |
       |                         :                            |
       |                         :                            |
       |                         :                            |
    
Beatriz
                   Afonso                       
Duarte I

  (1372-1408)               (c.1370- ? )                 (1391-1438)
 Rainha 
de jure
            Sr. de Cascais              Rei de Portugal
                                 |                            |
                                 |                            |
                                 |                            |
                      Fernando de Vasconcelos                 |
                            (c.1400- ? )                      |
                         Sr. de Soalhães                      |
                                 |                            |
                                 |                            |
                                 |                            |
                       Afonso de Vasconcelos        
Casa Real de Portugal

                             e Meneses
                            (1441- 01.11.1480
[
2
]
 )
                        
1º Conde de Penela
```